# 778-as busz (2009–2024)
A 778-as jelzésű elővárosi autóbusz Budapest és Zsámbék között közlekedett. A 2009 márciusában a Volánbusz által bevezetett új vonalszámozási rendszer keretében kapta meg a vonal a 778-as számot.
2024. június 22-től nem közlekedik, helyette a 773-as buszt és a 774-es buszt lehet igénybe venni.

## Megállóhelyei
| 778 (Budapest, Kelenföld vasútállomás – Budajenő, Petőfi Sándor utca – Zsámbék, autóbusz-forduló)                             | 778 (Budapest, Kelenföld vasútállomás – Budajenő, Petőfi Sándor utca – Zsámbék, autóbusz-forduló) | 778 (Budapest, Kelenföld vasútállomás – Budajenő, Petőfi Sándor utca – Zsámbék, autóbusz-forduló) | 778 (Budapest, Kelenföld vasútállomás – Budajenő, Petőfi Sándor utca – Zsámbék, autóbusz-forduló) | 778 (Budapest, Kelenföld vasútállomás – Budajenő, Petőfi Sándor utca – Zsámbék, autóbusz-forduló)      | 778 (Budapest, Kelenföld vasútállomás – Budajenő, Petőfi Sándor utca – Zsámbék, autóbusz-forduló) | 778 (Budapest, Kelenföld vasútállomás – Budajenő, Petőfi Sándor utca – Zsámbék, autóbusz-forduló) | 778 (Budapest, Kelenföld vasútállomás – Budajenő, Petőfi Sándor utca – Zsámbék, autóbusz-forduló) | 778 (Budapest, Kelenföld vasútállomás – Budajenő, Petőfi Sándor utca – Zsámbék, autóbusz-forduló) | 778 (Budapest, Kelenföld vasútállomás – Budajenő, Petőfi Sándor utca – Zsámbék, autóbusz-forduló) |
| Perc (↓) | Perc (↓)                                                                                          | Perc (↓)                                                                                          | Perc (↓)                                                                                          | Megállóhely                                                                                            | Perc (↑)                                                                                          | Perc (↑)                                                                                          | Perc (↑)                                                                                          | Perc (↑)                                                                                          | Átszállási kapcsolatok |
| --- | ------------------------------------------------------------------------------------------------- | ------------------------------------------------------------------------------------------------- | ------------------------------------------------------------------------------------------------- | --- | ------------------------------------------------------------------------------------------------- | ------------------------------------------------------------------------------------------------- | ------------------------------------------------------------------------------------------------- | ------------------------------------------------------------------------------------------------- | --- |
| Egyes agglomeráció felől érkező buszok csak az őrmezei végállomásig közlekednek, ekkor nem érintik az Etele téri végállomást. |                                                                                                   |                                                                                                   |                                                                                                   | |                                                                                                   |                                                                                                   |                                                                                                   |                                                                                                   | |
| 0 | 0                                                                                                 | 0                                                                                                 |                                                                                                   | Budapest, Kelenföld vasútállomás végállomás                                                            |                                                                                                   | 65                                                                                                | 56                                                                                                | 48                                                                                                | 1, 19, 49 8E, 40, 40B, 40E, 53, 58, 87, 87A, 88, 88A, 101B, 101E, 108E, 141, 150, 150B, 153, 154, 172, 173, 187, 188, 188E, 250, 250B, 251, 251A, 251E, 272 689, 691, 710, 712, 715, 720, 722, 724, 725, 727, 732, 734, 735, 736, 760, 762, 763, 764, 767, 770, 774, 775, 779, 798, 799 S10 G10 S12 S30 Z30 S34 S35 S36 S40 G40 Z40 S42 Z42 G43 G44 IC, EC, EN, sebesvonat, gyorsvonat, expresszvonat, |
| ∫ | ∫                                                                                                 | ∫                                                                                                 | 0                                                                                                 | Budapest, Kelenföld vasútállomás (Őrmező) (Budapest felé csak leszállás céljából) vonalközi végállomás | 64                                                                                                | 58                                                                                                | 49                                                                                                | 41                                                                                                | 8E, 40, 40B, 40E, 53, 58, 87, 87A, 88, 88A, 101B, 101E, 108E, 141, 150, 150B, 153, 154, 172, 173, 187, 188, 188E, 250, 250B, 251, 251A, 251E, 272 S10 G10 S12 S30 Z30 S34 S35 S36 S40 G40 Z40 S42 Z42 G43 G44 IC, EC, EN, sebesvonat, gyorsvonat, expresszvonat, |
| ∫ | ∫                                                                                                 | ∫                                                                                                 | ∫                                                                                                 | Budapest, Sasadi út (csak leszállás céljából)                                                          | 63                                                                                                | 57                                                                                                | 48                                                                                                | 40                                                                                                | 8E, 40, 40B, 40E, 53, 87, 88, 88A, 108E, 139, 140, 140A, 150, 153, 154, 172, 173, 187, 188, 188E, 240, 272 764 1172, 1173, 1174, 1175, 1176, 1177, 1183, 1184, 1185, 1188, 1189, 1190, 1193, 1194, 1201, 1205, 1212, 1215, 1216, 1229, 1251, 1253, 1254, 1257, 1268 |
| 19 | 19                                                                                                | 10                                                                                                | 15                                                                                                | Biatorbágy, ALPINE                                                                                     | ∫                                                                                                 | ∫                                                                                                 | ∫                                                                                                 | ∫                                                                                                 | 760, 762, 767 |
| 21 | 21                                                                                                | 12                                                                                                | 17                                                                                                | Biatorbágy, Vendel Park                                                                                | ∫                                                                                                 | ∫                                                                                                 | ∫                                                                                                 | ∫                                                                                                 | 760, 762, 767 |
| 26 | 26                                                                                                | ∫                                                                                                 | ∫                                                                                                 | Biatorbágy, vasútállomás                                                                               | ∫                                                                                                 | 43                                                                                                | 31                                                                                                | 23                                                                                                | 762, 782 S10 G10 S12 InterRégió |
| 27 | 27                                                                                                | ∫                                                                                                 | ∫                                                                                                 | Biatorbágy, Vendel tér                                                                                 | ∫                                                                                                 | 41                                                                                                | 29                                                                                                | 21                                                                                                | 761, 762, 782 |
| ∫ | ∫                                                                                                 | 24                                                                                                | 19                                                                                                | Biatorbágy, Meggyfa utca                                                                               | 48                                                                                                | ∫                                                                                                 | ∫                                                                                                 | ∫                                                                                                 | 760, 761, 762, 767 |
| ∫ | ∫                                                                                                 | 26                                                                                                | 21                                                                                                | Biatorbágy, Vasút utca                                                                                 | 47                                                                                                | ∫                                                                                                 | ∫                                                                                                 | ∫                                                                                                 | 760, 762, 767 |
| ∫ | ∫                                                                                                 | 27                                                                                                | 22                                                                                                | Biatorbágy, Fő tér vonalközi érkező végállomás                                                         | 46                                                                                                | ∫                                                                                                 | ∫                                                                                                 | ∫                                                                                                 | 761, 762, 782 |
| ∫ | ∫                                                                                                 | 29                                                                                                |                                                                                                   | Biatorbágy, Kinizsi utca                                                                               | 44                                                                                                | ∫                                                                                                 | ∫                                                                                                 | ∫                                                                                                 | 761, 762, 782 |
| ∫ | ∫                                                                                                 | 31                                                                                                | Biatorbágy, Tavasz utca                                                                           | 43 | ∫                                                                                                 | ∫                                                                                                 | ∫                                                                                                 | 761, 762, 782                                                                                     | |
| ∫ | ∫                                                                                                 | 33                                                                                                | Biatorbágy, Szent László utca                                                                     | 40 | ∫                                                                                                 | ∫                                                                                                 | ∫                                                                                                 | 761, 762, 782                                                                                     | |
| 31 | 31                                                                                                | 35                                                                                                | Páty, Torbágyi téglagyár                                                                          | 38 | 38                                                                                                | 26                                                                                                | 18                                                                                                | 782                                                                                               | |
| 33 | 33                                                                                                | 37                                                                                                | Páty, Torbágyi út 10.                                                                             | 36 | 36                                                                                                | 24                                                                                                | 16                                                                                                | 782                                                                                               | |
| 34 | 34                                                                                                | 38                                                                                                | Páty, Rendőrség                                                                                   | 35 | 35                                                                                                | 23                                                                                                | 15                                                                                                | 782                                                                                               | |
| 35 | 35                                                                                                | 39                                                                                                | Páty, Iskola                                                                                      | 34 | 34                                                                                                | 22                                                                                                | 14                                                                                                | 781, 782, 784, 785, 786, 787, 789, 791                                                            | |
| 37 | 37                                                                                                | 41                                                                                                | Páty, Telki elágazás                                                                              | 33 | 33                                                                                                | 21                                                                                                | 13                                                                                                | 781, 782, 784, 785, 786, 787, 789, 791                                                            | |
| 39 | 39                                                                                                | 43                                                                                                | Páty, Arany János utca                                                                            | 32 | 32                                                                                                | 20                                                                                                | 12                                                                                                |                                                                                                   | |
| 40 | 40                                                                                                | 44                                                                                                | Páty, Erdészház                                                                                   | 31 | 31                                                                                                | 19                                                                                                | 11                                                                                                |                                                                                                   | |
| 42 | 42                                                                                                | 46                                                                                                | Pátyi elágazás                                                                                    | 29 | 29                                                                                                | 17                                                                                                | 9                                                                                                 | 789, 793, 794, 795                                                                                | |
| 44 | 44                                                                                                | 48                                                                                                | Telki, Hóvirág utca                                                                               | 28 | 28                                                                                                | 16                                                                                                | 8                                                                                                 | 789, 793, 794, 795                                                                                | |
| 45 | 45                                                                                                | 49                                                                                                | Telki, Ófalu                                                                                      | 27 | 27                                                                                                | 15                                                                                                | 7                                                                                                 | 789, 793, 794, 795                                                                                | |
| 46 | 46                                                                                                | 50                                                                                                | Telki, Rákóczi Ferenc utca                                                                        | 25 | 25                                                                                                | 13                                                                                                | 5                                                                                                 | 789, 793, 794, 795                                                                                | |
| 47 | 47                                                                                                | 51                                                                                                | Telki, Muskátli utca                                                                              | 24 | 24                                                                                                | 12                                                                                                | 4                                                                                                 | 789, 793, 794, 795                                                                                | |
| 48 | 48                                                                                                | 52                                                                                                | Telki, Újfalu                                                                                     | 22 | 22                                                                                                | 10                                                                                                | 2                                                                                                 | 789, 793, 794, 795                                                                                | |
| 49 | 49                                                                                                | 53                                                                                                | Budajenő, Posta                                                                                   | 21 | 21                                                                                                | 9                                                                                                 | 1                                                                                                 | 789, 793, 794, 795                                                                                | |
| 50 | 50                                                                                                | 54                                                                                                | Budajenő, Petőfi Sándor utca vonalközi végállomás                                                 | 20 | 20                                                                                                | 8                                                                                                 | 0                                                                                                 | 789, 793, 794, 795                                                                                | |
| 54 | 54                                                                                                |                                                                                                   | Perbál, Újmajor                                                                                   | 16 | 16                                                                                                | 4                                                                                                 |                                                                                                   | 789, 794, 795                                                                                     | |
| 55 | 55                                                                                                | Perbál, Szervizüzem                                                                               | 15                                                                                                | 15 | 3                                                                                                 | 789, 794, 795                                                                                     |                                                                                                   |                                                                                                   | |
| 56 | 56                                                                                                | Perbál, központ                                                                                   | 14                                                                                                | 14 | 2                                                                                                 | 789, 794, 795, 799                                                                                |                                                                                                   |                                                                                                   | |
| 57 | 57                                                                                                | Perbál, Kisperbál                                                                                 | 13                                                                                                | 13 | 1                                                                                                 | 789, 794, 795, 799                                                                                |                                                                                                   |                                                                                                   | |
| ∫ | 58                                                                                                | Perbál, autóbusz-forduló vonalközi végállomás                                                     | ∫                                                                                                 | ∫ | 0                                                                                                 | 794, 798                                                                                          |                                                                                                   |                                                                                                   | |
| 59 |                                                                                                   | Tök, Körtvélyes                                                                                   | 11                                                                                                | 11 |                                                                                                   | 789, 795, 798, 799                                                                                |                                                                                                   |                                                                                                   | |
| 60 | Tök, Központi Major                                                                               | 10                                                                                                | 10                                                                                                | 789, 795, 798, 799                                                                                     |                                                                                                   |                                                                                                   |                                                                                                   |                                                                                                   | |
| 61 | Tök, Temető                                                                                       | 9                                                                                                 | 9                                                                                                 | 789, 795, 798, 799                                                                                     |                                                                                                   |                                                                                                   |                                                                                                   |                                                                                                   | |
| 62 | Tök, Kútvölgy                                                                                     | 8                                                                                                 | 8                                                                                                 | 789, 795, 798, 799                                                                                     |                                                                                                   |                                                                                                   |                                                                                                   |                                                                                                   | |
| 63 | Tök, Fő utca 100.                                                                                 | 7                                                                                                 | 7                                                                                                 | 789, 795, 798, 799                                                                                     |                                                                                                   |                                                                                                   |                                                                                                   |                                                                                                   | |
| 64 | Zsámbék, Új iskola                                                                                | 5                                                                                                 | 5                                                                                                 | 789, 795, 798, 799                                                                                     |                                                                                                   |                                                                                                   |                                                                                                   |                                                                                                   | |
| 65 | Zsámbék, Vasbolt                                                                                  | 4                                                                                                 | 4                                                                                                 | 789, 795, 798, 799                                                                                     |                                                                                                   |                                                                                                   |                                                                                                   |                                                                                                   | |
| 66 | Zsámbék, Magyar utca 59.                                                                          | 3                                                                                                 | 3                                                                                                 | 789, 795, 798, 799                                                                                     |                                                                                                   |                                                                                                   |                                                                                                   |                                                                                                   | |
| 67 | Zsámbék, Ady Endre utca                                                                           | 2                                                                                                 | 2                                                                                                 | 783, 784, 785, 786, 787, 789, 791, 795, 798, 799                                                       |                                                                                                   |                                                                                                   |                                                                                                   |                                                                                                   | |
| 69 | Zsámbék, autóbusz-forduló végállomás                                                              | 0                                                                                                 | 0                                                                                                 | 770, 774, 775, 779, 783, 784, 785, 786, 787, 788, 789, 791, 795, 798, 799, 8423 1853                   |                                                                                                   |                                                                                                   |                                                                                                   |                                                                                                   | |